# Esna Boyd
Esna Boyd Robertson (Melbourne, 21 de setembro de 1899 - 1966) foi uma tenista australiana. 